# 6913 Yukawa
6913 Yukawa (1991 UT3) là một tiểu hành tinh vành đai chính được phát hiện ngày 31 tháng 10 năm 1991 bởi K. Endate và K. Watanabe ở Kitami.